# Jean-Pascal Yao
Jean-Pascal Yao est un footballeur français né le 13 janvier 1977 à Valence. Il évoluait au poste de défenseur.
Il a disputé 45 matchs en Division 2 avec l'ASOA Valence et l'AS Saint-Étienne.

## Carrière de footballeur
- 1995-1998 :  ASOA Valence
- 1998-2001 :  Grenoble Foot
- 2001-2003 :  AS Saint-Étienne
- 2003-2005 :  Nîmes Olympique[1]

## Carrière d'entraîneur
- 2006-2007 :  Valence FC (1re division de district)

- 2015-2016 :  Valence FC (1re division de district) Champion

## Palmarès
- Champion de National en 2001 avec Grenoble
- Champion de CFA (Groupe B) en 1999 avec Grenoble